# El raïm de la ira
El raïm de la ira (títol original en anglès The Grapes of Wrath) és una novel·la de John Steinbeck publicada l'any 1939 que li va suposar el Premi Pulitzer. Narra la història d'uns temporers d'Oklahoma durant la Gran depressió i de com s'enfronten a les dures condicions econòmiques que els obliguen a immigrar a Califòrnia. El seu títol ve de la primera estrofa del conegut himne de la Guerra Civil dels Estats Units, The Battle Hymn of the Republic. El 1940 se'n realitzà una adaptació cinematogràfica dirigida per John Ford. Ha estat traduïda per Mercè López Arnabat i publicada en primera edició per Edicions 62 a la col·lecció «Les millors obres de la literatura universal. Segle XX» (1993).

## Argument
La història comença just després que Tom Joad hagi obtingut la llibertat condicional de la presó de McAlester, on havia estat empresonat després de ser condemnat per homicidi. De tornada a casa seva, prop de Sallisaw (Oklahoma), Tom es troba amb l'expredicador Jim Casy, que havia conegut durant la seva infància i els dos viatgen junts. Quan arriben a la granja on Tom vivia de petit, la troben abandonada. Desconcertat i confús, Tom i Casy troben el seu veí, l'ancià Muley Graves, que els explica que la família s'ha traslladat a casa de l'oncle John Joad. Graves els diu que els bancs han desallotjat a tots els agricultors, però es nega a abandonar la zona.
L'endemà al matí, Tom i Casy van a casa de l'oncle John, on troben la família de Tom carregant les seves possessions en un sedan Hudson convertit en un camió. El Dust Bowl ha destrossat els seus cultius i la família no ha pogut tornar els préstecs, de manera que el banc s'ha quedat la granja. Per culpa d'això, la família es veu abocada a anar a buscar feina a Califòrnia, de la que han sentit a dir que té terres fructíferes i que s'hi paguen salaris alts.
Els Joad inverteixen el poc que els queda en el viatge i, malgrat que sortir d'Oklahoma significa violar la llibertat condicional, Tom decideix que val la pena córrer el risc i convida Casy a unir-se al grup.
Viatjant cap a l'oest per la ruta 66, la família Joad troba el camí ple d'immigrants. En els campaments improvisats, escolten les històries d'altres immigrants, molts dels quals tornen de Califòrnia, i el grup es preocupa per les males perspectives del viatge. El grup també disminueix pel camí; l'avi mor i l'enterren en un camp, l'àvia també mor prop de la frontera estatal de Califòrnia, i tant Noah (el fill gran de Joad) com Connie Rivers (el marit de la filla de Joad, Rose de Sharon) abandonen la família. Liderats per Ma la resta de membres s'adonen que només poden continuar endavant i que ja no els queda res a Oklahoma.
Arribant a Califòrnia, troben que a l'estat hi ha un excés de mà d'obra; els salaris són baixos i els treballadors són explotats fins al punt de morir de fam. Els grans agricultors empresarials pacten els preus i els agricultors més petits pateixen per la caiguda de les vendes. Weedpatch Camp, una de les explotacions operades per l'estat, sota l'agència del New Deal, ofereix millors condicions, però no té prou recursos per atendre totes les famílies necessitades. No obstant això, en ser una instal·lació federal, el camp protegeix els immigrants de l'assetjament de les autoritats de Califòrnia.
Com a resposta a l'explotació, Casy intenta organitzar un sindicat mentre la resta dels Joad treballen com a esquirols en una explotació de préssecs on Casy està involucrat en una vaga que es torna violenta. Quan Tom veu com Casy mor apallissat, mata l'atacant i es converteix en fugitiu. Més endavant, els Joad deixen l'horta per treballar en una granja de cotó, on Tom corre el risc de ser arrestat per l'homicidi.
Tom s'acomiada de la seva mare i promet treballar per als oprimits. El nadó de Rosa de Sharon neix mort però Ma Joad es manté ferma i ajuda a la família a suportar el dol. Amb la pluja la casa dels Jad s'inunda i s'han de moure cap a un terreny més alt. En el darrer capítol del llibre, la família es refugia de la inundació en un antic paller. Dins hi troben un noi jove i el seu pare, que s'està morint de fam. Rose de Sharon s'apiada de l'home i li ofereix la seva llet materna per salvar-lo.
| «            | Com es pot espantar a un home que sent la fam no només en el seu estómac, sinó en els miserables ventres dels seus fills? No pots espantar-lo; ell ha conegut una por més enllà de qualsevol altra. | » |
| — Capítol 19 | |   |